# Tarbuck Crag
Der Tarbuck Crag ist ein 140 m hoher Felsvorsprung mit einer steilen Süd- und Ostflanke an der Ingrid-Christensen-Küste des ostantarktischen Prinzessin-Elisabeth-Lands. Er gehört zu einer Gruppe dreier Felsvorsprünge rund 1,2 km südwestlich des Club Lake in den Vestfoldbergen.
Wissenschaftler der Australian National Antarctic Research Expeditions (ANARE) errichteten hier 1969 eine Tellurometerstation zur Vermessung der Prince Charles Mountains. Das Antarctic Names Committee of Australia benannte den Felsvorsprung 1971 nach John W. Tarbuck, Koch auf der Wilkes-Station im Jahr 1965 und auf der Davis-Station im Jahr 1969 sowie Teilnehmer an der ANARE-Kampagne des Jahres 1967.